# Ceromya balli
Ceromya balli är en tvåvingeart som beskrevs av O'hara 1994. Ceromya balli ingår i släktet Ceromya och familjen parasitflugor. Inga underarter finns listade i Catalogue of Life.